# 下総国葛飾郡大嶋郷戸籍
下総国葛飾郡大嶋郷戸籍 （しもうさのくにかつしかぐんおおしまごうこせき）は、721年（養老5年）に作成された、下総国葛飾郡大嶋郷の戸籍である。奈良・東大寺の正倉院に保存されていた文書（正倉院文書）のひとつであり、残存する古代律令制下の戸籍のひとつ。
約1200人が居住していたと推測される大嶋郷の人々の記録であり、当時の村落や家族、社会の様子をうかがう上で貴重な史料である。

## 史料
古代日本の戸籍制度において、戸籍は6年に一度編纂され、30年間保存したのち廃棄された。しかし古代に紙は貴重なものであったため、反故紙は再利用されることになった。この戸籍が書かれた紙も東大寺写経所の手にわたり帳簿として再利用されたため、この戸籍は紙背文書として残存することとなった。再利用の過程で紙の加工がおこなわれたため、原型はとどめていない。
「正倉院文書」は江戸時代幕末期に考証学者穂井田忠友によって「再発見」されることとなる。本史料は穂井田忠友によって成巻された「正倉院古文書正集(しょうそういんこもんじょせいしゅう)」の第二十・二十一巻などに収録されている。
なお、「下総国葛飾郡大嶋郷戸籍」という史料名について、「葛飾郡」を原本の字体「葛餝郡」を反映させる場合や、「大嶋郷」を「大島郷」の字体で記すこともある。

## 内容
本資料によれば大嶋郷は甲和里、仲村里、嶋俣里からなる郷となっている。大嶋郷の所在については、嶋俣里を柴又（東京都葛飾区）付近とし、現在の東京都葛飾区から江戸川区にかけての地域に比定する説が知られているが、異説もある（#大嶋郷の比定地参照）。
本資料は、721年（養老5年）に編纂された戸籍（養老戸籍）で、715年（霊亀元年）から740年（天平12年）頃にかけておこなわれていた郷里制のもとで作成された初めての戸籍である。同年の戸籍は、葛飾郡大嶋郷のほかに、同じ下総国の倉麻郡意布郷（千葉県我孫子市付近か）、釬托郡山幡郷（千葉県香取市付近か）のものが残存しているが、大嶋郷のものが最も多くの人数を含む。当時の戸（郷を構成する戸）や房戸（郷戸を構成する小家族集団）の様子をうかがうことのできる史料である。

### 郷里制と戸籍
律令国家では大化改新以降、著名な690年（持統天皇4年）の庚寅年籍などにおいて、50戸を単位として「里」を設け、里ごとに戸籍を作成してきたが、715年（霊亀元年）に郷里制を施行して、それまでの里を郷と称して、郷を約3つの里に区分した。そして従来の里長（郷長）に加えて里正を置いて行政の末端を強化し、班田収受や課役徴収を効率的に行える体制を整えた。
この改正は戸の編成についても行われた。郷を構成する戸を郷戸、一郷戸のなかに二、三の小家族集団を地方行政組織の最末端組織の単位として公認し、房戸とした。郷戸数は令の規定によって五十戸を厳守したが、房戸数については定数がなく、郷と里に戸の定数を設けた中国唐の郷里（きょうり）制とは内容を異にしている。
しかし郷里制は里を機械的に設定したもので、自然村落を無視した制度であったため、結局、期待したほどの成果を行政上あげることができず、政府は739年（天平11年）5月から7月ごろにかけて出した一連の地方政治簡素化政策の一環として廃止を決定し、その年の末から翌年6月ごろまでの間に、里と房戸を廃止して郷の組織だけを残す郷制に切り換えた。
この戸籍によると大嶋郷は130房戸・1191人（甲和里は44房戸・454人、仲村里は44房戸・367人、嶋俣里は42房戸・370人）で、1房戸あたりの平均人数は9.1人だった計算になる。

### 大嶋郷の人々
大嶋郷戸籍に収録された人物は、孔王部（あなほべ）姓の者が大多数を占める。刑部・私部・長谷部・土師部姓も含まれるが少数で、婚姻などによって大嶋郷周辺から入ってきたと考えられる。
この戸籍中に、姓は「孔王部（あなほべ）」、名は「刀良（とら）」という33歳の男性と、別の世帯に同姓の「佐久良賣（さくらめ）」という34歳の女性の名がある。これらが、柴又を舞台とする映画「男はつらいよ」の主人公とその妹と同じ名ということで話題になった。

## 大島郷の比定地
大島郷の比定地としては、
- 東京都江戸川区小岩、葛飾区水元小合町、同区柴又の、いずれも太日川（江戸川）の自然堤防上。
- 埼玉県幸手市（旧・上高野村）の甲和里、杉戸町（旧・下高野村及び大島村）の仲村里、久喜市（旧・鷲宮村）字穴辺の嶋俣里の地域[4]。

などの説がある。
なお、この大嶋郷は平安海進があったとされる同時期に文献から姿を消している。

### 東京説
現在の東京都葛飾区・江戸川区付近にあったとする説。地名から、嶋俣里は葛飾区柴又だと考えられており、甲和里は江戸川区小岩付近の可能性がある。なお、仲村里の比定地は諸説ある。

### 埼玉説
埼玉説の根拠としては、
1. 葛飾御厨には、嶋俣（しままた）・今井・東一江（ひがしいちのえ）･･･という地名が登場し、嶋俣（現在は地名喪失）に隣接して今井があった[5]。この嶋俣は柴又とは約7km離れており、この嶋俣が後世柴又になったとは考えられない。この嶋俣は戸籍の嶋俣里とは全く別の地域である。
2. 下高野村（埼玉県杉戸町）の永福寺龍燈山伝燈記に戸籍の仲村里の里正孔王部堅の伝承がある。
3. 杉戸町大字杉戸にある杉戸集会所の敷地内には香取神社が鎮座し、孔王部一族の氏神の伝承を持っている。
4. 『義経記』巻二に「下総国高野の領主は陵兵衛（みささぎのひょうえい）と申し候」と登場する高野村豪族陵兵衛は、孔王部の末裔であって、陵戸を支配管理したと考えられる。